# Cupha tripunctata
Cupha tripunctata är en fjärilsart som beskrevs av Van Eecke 1914. Cupha tripunctata ingår i släktet Cupha och familjen praktfjärilar. Inga underarter finns listade i Catalogue of Life.